# Bartolomeo Arrigoni
Bartolomeo Giovanni Arrigoni (Cavernago, 30 gennaio 1890 – Aldeno, 4 agosto 1918) è stato un aviatore e militare italiano.
Pluridecorato Asso dell'aviazione da caccia, è accreditato di 7 abbattimenti durante la prima guerra mondiale, ma nel dopoguerra la Commissione Bongiovanni, incaricata di esaminare le vittorie dei piloti italiani, ne confermò solo quattro.

## Biografia
Nacque a Cavernago (Provincia di Bergamo) il 30 gennaio 1890, e presentò domanda volontaria per anticipare il servizio militare di leva al compimento dei diciotto anni di età.
Il 1 dicembre 1908 fu arruolato nel Regio Esercito, assegnato all'8º Reggimento fanteria di stanza a Milano. Congedatosi, con il grado di sergente il 30 novembre 1909, fu richiamato sotto le armi il 26 settembre 1911, venendo assegnato il 28 novembre successivo al 7º Reggimento fanteria  in qualità di complemento del Corpo d'armata mobilitato per la guerra italo-turca. Il 2 dicembre si imbarcò a Napoli per raggiungere la Tripolitania e la Cirenaica, rientrando in Patria il 6 maggio 1912 per essere nuovamente congedato. In vista dell'entrata in guerra dell'Italia fu richiamato in servizio attivo il 4 marzo 1915, partendo per la zona di operazioni il 24 maggio seguente. Transitato in artiglieria in qualità di motociclista portaordini, si appassionò al mondo dell'aviazione. Il 1 settembre 1916 divenne allievo pilota di aeroplani, volando inizialmente su velivoli Blériot XI, passando il 1 novembre seguente sui caccia Nieuport Ni.11 Bebé. Prestò servizio nella 75ª e nella 72ª Squadriglia caccia, abbattendo il suo primo aereo nemico su Ranziano il 2 febbraio 1917 nella 76ª Squadriglia caccia. Conseguì una doppietta il 13 aprile, la quarta vittoria il 16 aprile, la quinta il 24 aprile e la sesta il 24 maggio ad est di Gorizia. Il 1 novembre 1917 passò a pilotare gli SVA, inquadrato nella 1ª Sezione SVA autonoma  della 75ª Squadriglia caccia. Compì numerose missioni di ricognizione fotografica, di scorta ai bombardieri e di bombardamento. Il 18 novembre, per proteggere due aerei da ricognizione in fase di rientro alle linee italiane, ingaggiò combattimento contro cinque caccia nemici, riportando l'aereo alla base. Con l'aereo era in fiamme capottò durante l'atterraggio a Villaverla, ma rimase miracolosamente illeso. Il 4 gennaio 1918, aggregato alla 71ª Squadriglia caccia, prese parte al bombardamento di Bolzano Il 20 febbraio partecipò al bombardamento di Innsbruck in forza alla squadriglia comandata dal Capitano Natale Palli, effettuato in rappresaglia dei bombardamenti subiti da alcune città del Veneto.  Il 4 agosto, durante un volo di ricognizione fotografica del campo d'aviazione austriaco di Romagnano (Trento), sito nelle vicinanze di Trento, impegnò combattimento con quattro aerei nemici. Ne abbatte uno, conseguendo la settima vittoria, nella zona di Aldeno, ma fu a sua volta abbattuto da Franz Peter rimanendo ucciso. Sepolta inizialmente nel cimitero di Aldeno, a guerra conclusa la salma fu traslata il 6 novembre 1921 a Bergamo insieme a quelle di altri caduti bergamaschi. Alla sua memoria gli è stato intitolato l'aeroporto militare di Sarzana-Luni.

### Annotazioni
1. ↑  Voleva dedicarsi il prima possibile all'azienda della sua promessa sposa, Elena Zanchi. Si trattava di una filanda di seta sita in Borgo Palazzo, lungo il torrente Morla.
2. ↑  Lo scoppio delle ostilità avvenne il 29 novembre 1911.
3. ↑  Abbatte due aerei nemici in circa venti minuti.
4. ↑  Il quarto velivolo fu abbattuto su Ternova, mentre il quinto su Rubbia.
5. ↑  Per questo fatto ricevette un Encomio solenne dal Comando superiore dell'Aeronautica.
6. ↑  Per la sua partecipazione ricevette un secondo Encomio solenne dal Comando superiore dell'Aeronautica.
7. ↑  Composta dai velivoli di Palli, Arrigoni, del Cap. Giulio Palma di Cesnola, e del Ten. Giorgio Orsini.

### Fonti
1. 1 2 3 4 5 6 7  Nel Cielo, settembre 1918, p. 181.
2. 1 2 3  Baggi 2013, p. 11.
3. 1 2  Varriale 2012, p. 57.
4. 1 2  Dina Tamiozzo, Quando a Sovizzo si Volava, in Il Giornale di Vicenza, Vicenza, 17 luglio 2013.
5. ↑  Nel Cielo, marzo 1918, p. 38.
6. ↑  Feindliche Verluste : Durch Flieger am 4/8 ein Savoja - Verduccio (Fotoeinsitzer) von Oberleutenant Franz Peter der Flik 3/J [=Fliegerkompanie] mit Apparat 25305 südlich Aldeno im Etschtal abgeschossen. Apparat zertrümmert, Pilot Sergente ARRIGHIONI (sic) tot (Herzschuss). (Oblt. Peter 3. Luftsieg). Die Leiche des Piloten nach dem Absturz noch identifiziert werden konnte.
7. ↑  Varriale 2012, p. 95.

### Periodici
- Marco Baggi, Un'impresa in cielo per rendere omaggio al nemico abbattuto, in Corriere della Sera, Milano, 10 dicembre 2013,  p. 11.
- Nortizie varie, in Nel Cielo, n. 3, Vicenza, marzo 1918,  p. 38.
- Bartolomeo Arrigoni, in Nel Cielo, n. 12, Vicenza, 12 settembre 1918,  p. 181.
- Dina Tamiozzo, Quando a Sovizzo si volava, in Il Giornale di Vicenza, n. 6, Vicenza, 15 luglio 2013,  p. 2.